# 速水典子
速水 典子（はやみ のりこ、1959年9月20日 - ）は、日本の女優。インターフレンド所属。身長162cm。B:84・W:58・H:88（1985年時点）。
東京都出身。戸板女子短期大学卒業。本名、櫃岡 慶子（ひつおか けいこ）。

## 経歴
1981年に映画『近頃なぜかチャールストン』の端役で芸能界入りする。翌1982年「流れる」でレコードデビューをし、同年にヌード写真集を発売する。この当時所属していた事務所は「田中プロモーション」。
1985年、映画『ラブホテル』（日活ロマンポルノ作品）に主演し、同年の第7回ヨコハマ映画祭では最優秀新人賞を受賞する。その後も多くの映画、テレビドラマに出演した。
2002年に引退し、以降は環境保全NPO法人のスタッフに転身していたが、2012年に第22回ゆうばり国際ファンタスティック映画祭2012では審査員を務めた。
2019年より本名名義で女優業を再開した。

## 出演作品

### 映画
- 近頃なぜかチャールストン（1981年12月19日公開、ATG）
- 燃える勇者（1981年12月19日公開、東映） - 真弓 役
- 陽暉楼（1983年9月10日公開、東映） - 蝶子 役
- 蜜月 （1984年1月28日公開、ATG） - ユリコ 役
- ラブホテル（1985年8月3日公開、にっかつ） - 主演・土屋名美 役
- ウホッホ探険隊（1986年10月18日公開、東宝） - 勉の女 役
- 夜汽車（1987年1月17日公開、東映） - 牡丹 役
- 吉原炎上（1987年6月13日公開、東映） - 綾衣 役
- 極道の妻たちII（1987年10月10日公開、東映） - 留美 役
  - 極道の妻たち 三代目姐（1989年4月8日公開） - 光江 役
  - 極道の妻たち 危険な賭け（1996年6月1日公開） - 麻美 役
- 夢（1990年5月25日公開、ワーナー・ブラザース）
- 略奪愛（1991年10月10日公開、東映） - 俊恵 役
- 死んでもいい（1992年10月10日公開、アルゴプロジェクト）
- ヌードの夜（1993年12月18日公開、ヘラルド・エース） - 柏原 役
- 罪と罰 ドタマかちわったろかの巻（1994年1月29日公開、ヒーロー） - 黒崎友香 役
- 天使のはらわた 赤い閃光（1994年9月10日公開、アルゴ・ピクチャーズ） - 水橋ちひろ 役
- 夜がまた来る（1994年10月22日公開、アルゴ・ピクチャーズ）
- 修羅の帝王（1994年12月13日公開、ヒーロー）
- くノ一忍法帖V 自来也秘抄（1995年5月6日公開、東北新社） - 網手の方 役
  - くノ一忍法帖 柳生外伝（1998年7月11日公開、東北新社） - 天秀尼 役
- 新・極道記者 逃げ馬伝説（1996年6月22日公開、パル企画） - 野島真理子 役
- GONIN2（1996年6月29日公開、松竹） - 志保の夫の愛人 役
- ありがとう（1996年7月20日公開、東北新社） - 角間千里 役
- 新・居酒屋ゆうれい（1996年9月28日公開、東宝） - カスミ 役
- 鬼火（1997年4月19日公開、ギャガ） - 淑美 役
- 失楽園（1997年5月10日公開、東映） - 水口雅代 役
- 狼の眼（1997年6月14日公開、タキコーポレーション） - 田中英子 役
- 身も心も（1997年10月18日公開、東京テアトル） - 関谷葉子 役
- バブルと寝た女たち（1998年3月14日公開、円谷映像）  - 須賀美紀子 役
- 黒の天使 Vol.1（1998年5月30日公開、松竹） - 麻美 役
  - 黒の天使 Vol.2（1999年11月13日公開） - すずの母 役
- 非・バランス（2001年6月2日公開、メディアボックス）  - マサヨシの妻 役
- 棒 Bastoni（2002年3月16日公開、ゼアリズエンタープライズ） - 松永明子 役
- 凶気の桜（2002年10月19日公開、東映） - 青田小夜子 役
- 饗宴 -重松清「愛妻日記」より-（2006年9月23日公開）

### テレビドラマ
- 俺はおまわり君 第3話（1981年、日本テレビ）
- 必殺シリーズ（朝日放送） 
  - 必殺仕事人III 第16話「饅頭売って稼いだのはお加代」（1983年1月28日） - お光 役
  - 必殺仕事人IV 第35話「田中筆頭同心 見合いする」（1984年6月29日） - お千賀 役
  - 必殺橋掛人 第13話「子連れ刺客の魔剣を探ります」（1985年11月8日） - お国の方
- 土曜ワイド劇場「フルムーン探偵日本三景めぐり」（1984年10月20日、テレビ朝日）
- 金曜女のドラマスペシャル（フジテレビ）
  - 「京都嵯峨野殺人事件」（1985年12月13日） - 森千草 役
  - 「OL 三人旅III 北海道露天風呂連続殺人」（1987年9月25日） - 河村佐知子 役
  - 「闇の殺意」（1988年12月2日）
  - 「記憶の中の時間」（1989年2月10日）
  - 「京都グルメ旅行殺人事件」（1989年9月15日） - 石野優子 役
- 山村美紗サスペンス「長い髪の女」（1986年11月10日、関西テレビ）
- 木曜ゴールデンドラマ「明日をください」（1987年3月26日、読売テレビ）
- セーラー服反逆同盟 第13話「水着がいっぱい!学園騒動」（1987年、日本テレビ・ユニオン映画） - 美咲涼子 役
- 傑作時代劇「町奉行日記　単身赴任、本日も出社せず」（1987年5月21日、テレビ朝日）
- 長七郎江戸日記 第2シリーズ 第28話「ゆき暮れて母悲し」（1988年10月28日、日本テレビ） - 甲田せつ 役
- さすらい刑事旅情編 最終話「信州雪景色・“汽車”を歌う男」（1989年3月22日、テレビ朝日・東映）
- 教師びんびん物語II 第10話「涙は心の言葉だ!」（1989年6月9日、フジテレビ） - 婦人警官 役
- 鬼平犯科帳（フジテレビ・松竹）
  - 第1シリーズ 第8話「さむらい松五郎」（1989年） - お兼 役
  - 第7シリーズ 第1話「麻布ねずみ坂」（1996年） - お八重 役
- 奇妙な出来事 第5回「閉ざされた空間」（1989年11月6日、フジテレビ） - 主演・日高玲子 役
- ゴリラ・警視庁捜査第8班 第35話「美奈子、君の瞳に乾杯!」（1990年1月14日、テレビ朝日）
- 東京ストーリーズ 第20回「ライ」（1990年3月15日、フジテレビ） - 主演・上杉恵美子 役
- 名奉行 遠山の金さん 第3シリーズ 第6話「謎の美人幽霊」（1990年、テレビ朝日・東映） - お蝶 役
- 暴れん坊将軍シリーズ（テレビ朝日・東映）
  - 暴れん坊将軍IV 第5話「女盗賊の恋」（1991年） - お涼 役
  - 暴れん坊将軍V 第31話「空を飛んだ米相場」（1993年） - お幸 役
- 八百八町夢日記 第2シリーズ 第4話「春遠からじ」（1991年、日本テレビ・ユニオン映画） おすが（おすみ） 役
- 世にも奇妙な物語（フジテレビ）
  - 「峠の茶屋」（1991年2月14日） - 女 役
  - 「リフレイン」（1991年7月25日） - 川口慶子 役
- 外科病棟女医の事件ファイル 第9話「みちのく同窓会ツアー殺人! 襲われた不倫妻」（1991年9月12日、テレビ朝日） - 大澄康江 役
- 金曜ドラマシアター（フジテレビ）
  - 「主婦たちのざけんなヨ!!・不倫防虫剤の効能」（1992年1月10日） - 黒田亜佐美 役
  - 「最後の依頼人」（1997年11月21日）
- 火曜サスペンス劇場（日本テレビ）
  - 「フルムーン旅情ミステリー6 断崖」（1992年）
  - 「料理教師奥瀬かほり 柳川～沖縄、犬は知っていた」（2003年9月2日）
- 江戸の用心棒 第22話「女形と賞金首」（1995年、日本テレビ） - お秀 役
- 雲霧仁左衛門 第6話、第7話（1996年、フジテレビ） - おきね 役
- 大岡越前 第14部 第11話「狐火の五千両」（1996年8月26日、TBS / C.A.L） - おぎん 役
- 新・半七捕物帳 第6話「女行者」（1997年、NHK）- お国 役
- 月曜ドラマスペシャル（TBS）
  - 「監察医・薮野善次郎5 死体は知っている」（1998年5月11日）
  - 「萩・津和野殺人ライン」（1998年7月27日）
- はるちゃん3（1999年、東海テレビ） - 竜子姐さん 役
- 陰陽師 第2話（2001年、NHK総合）- 越智の女 役
- 京都迷宮案内4 最終話（2002年3月21日、テレビ朝日） - しのぶ 役

### バラエティ
- 11PM「TIME GANG」（1982年、日本テレビ） - カバーガール
- 新春オールスター水上大運動会（1983年、フジテレビ）
- いい旅・夢気分「味覚と名陶の肥前路」（1986年、テレビ東京）
- 一枚の写真（1988年、フジテレビ）
- クイズ!脳ベルSHOW（2019年、BSフジ）

### オリジナルビデオ
- 妖怪天国（1986年）
- LOVE IN THE AFTERNOON（1987年）
- 新・傷だらけの天使たち 青春野望篇（1991年）
- ZAP! PART II 俺たちは天使かも!?（1991年）
- スウィートルーム（1993年）
- 女教師（1994年）
  - 女教師4（1996年）
- 悪名伝（1996年）
- 「守ってあげたい」より 女教師・禁じられた情事（1996年）
- 止まり木ブルース3 レガシーワールド&メジロパーマー（1997年）
  - 止まり木ブルース4 ダイイチルビー&ハギノトップレディ（1997年）
- 女子高生物語 淫らな果実（1997年）
- 亡霊学級 少女の戦慄（1997年）
- 平成残侠伝 血刃が吼える!（1998年）
- 愛人霊（1999年）
- ブリード 血を吸う子供（2000年）

## ディスコグラフィ

### シングル
- 流れる／あなたのシャツ着て（1982年、トーラスレコード／07TR-1019）

## 写真集
- 『誘・わ・れ・て』（1982年9月20日、ワニブックス・撮影:玉川清）ISBN 9784584200476
- 『は・な・い・く・さ』（1985年9月30日、徳間ジャパン・撮影:藤井秀樹）ISBN 9784924678095
- 25SCANDAL 会田我路・写真集 葉山レイコ 村上麗奈 小林ひとみ 速水典子 森村あすか 黒沢ひろみ ほか 全25名（1992年8月20日、ぶんか社）撮影:会田我路 ISBN 9784821120017
- 『Shadow』（1993年10月10日、竹書房・撮影:野村誠一）ISBN 9784884752514
- 『O』（1994年12月10日、ブックマン社・撮影:沢渡朔）ISBN 9784893082411